# 마리에트 하틀리
마리에트 하틀리(Mariette Hartley, 1940년 6월 21일 ~ )는 미국의 배우이다.

## 영화
- 하오의 결투
- 마니 (영화)
- 1969 (영화)
- 원시 틴에이저

## 텔레비전
- 환상특급
- 보난자 (드라마)
- 스타 트렉 (드라마)
- 만닉스
- 제6지대
- 스트리트즈 오브 샌프란시스코
- 연방수사국
- 형사 콜롬보
- 매시 (드라마)
- 제시카의 추리극장
- 남과 북 (텔레비전 드라마)
- 원 라이프 투 리브
- NCIS (드라마)
- 세이빙 그레이스
- 그레이 아나토미
- 콜드 케이스
- 빅 러브
- 멘탈리스트 (드라마)
- 9-1-1 (드라마)